# Lourença Baldaque
Lourença Agustina Bessa-Luís Alves Baldaque (1979), mais conhecida como Lourença Baldaque, é uma escritora portuguesa.

## Biografia
Lourença Baldaque nasceu no Porto em 1979. 
Publicou o primeiro livro em 2005, tendo vencido o Prémio Revelação do Prémio Máxima de Literatura 2006. Tem vindo a publicar romances e novelas e colaborado na reedição e divulgação da obra literária de sua avó materna Agustina Bessa-Luís. 
Criou o blog La Rotonda weekly, onde escreve desde 2017. Cofundou as edições fauve&rouge em 2020. 
Tem traduzido textos literários do francês, inglês e castelhano.
Participou no filme Cristóvão Colombo - o enigma, de Manoel de Oliveira. 
Oriunda de uma família ligada às artes.    
É casada desde 2012. Em novembro de 2024, tornou-se mãe pela primeira vez aos 45 anos, fruto de uma gravidez espontânea.